# Stazione di Alice Belcolle
Stazione di Alice Belcolle vasútállomás Olaszországban, Alice Bel Colle településen.

## Vasútvonalak
Az állomást az alábbi vasútvonalak érintik:
- Asti–Genova-vasútvonal

## Kapcsolódó állomások
A vasútállomáshoz az alábbi állomások vannak a legközelebb:
- Stazione di Acqui Terme (Stazione di Genova Brignole, Asti–Genova-vasútvonal)
- Stazione di Mombaruzzo (Stazione di Asti, Asti–Genova-vasútvonal)